# Grand (Skat)
Grand (auch Großspiel) ist ein Solospiel beim Skat, bei dem nur die vier Buben im Spiel als Trumpf gelten.
Der Grand hat den Grundwert 24, welcher, multipliziert mit dem Spitzenfaktor, den Reizwert ergibt. So ergäbe ein Spiel mit dem Kreuz-Buben zum Beispiel den Reizwert mit einem Spiel 2 × 24 = 48. Der Spieler darf dann bis zu diesem Wert reizen und, falls er das Reizen gewinnt, den Skat aufnehmen.
Einen Grand zu spielen, ist dann sinnvoll, wenn man zu den passenden Buben von einer Farbe mehr als die Hälfte der höchsten Karten oder von allen Farben die höchsten Karten hat. Hat man alle vier Buben, ist ein Grand ratsam, wenn man die passenden hohen Farbwerte auf der Hand hält.

## Beispiele für ein Grand-Blatt
In beiden Beispielen wird davon ausgegangen, dass der Solospieler in Vorderhand sitzt (also das Aufspiel hat), damit die Beispiele nicht zu komplex werden. Ein Grandspiel aus Mittel- oder Hinterhand sollte man nur antreten, wenn man mindestens zwei oder mehr Farben sicher stechen kann, die höchsten Buben hat und nicht auf zwei oder mehr Farben bedienen muss.
- Solospieler (Kreuz-Bube, Pik-Bube, Herz-Ass, Herz-Zehn, Herz-König, Herz-Dame, Herz-Sieben, Pik-Ass, Pik-Zehn, Karo-Sieben).

Bei diesem Spiel könnte der Solospieler mit dem Kreuz-Buben rauskommen und, wenn er Glück hat, bereits beide Buben der Gegenspieler ziehen. Falls nicht, spielt er noch den Pik-Buben auf. Danach spielt er seine Herz-Serie, dann seine beiden Pik. Die Karo-Sieben am Ende wird er wahrscheinlich verlieren, das Spiel allerdings Schneider gewinnen.
- Solospieler (Kreuz-Bube, Pik-Bube, Herz-Bube, Karo-Bube, Herz-König, Herz-Dame, Herz-Sieben, Pik-Ass, Pik-Zehn, Pik-König).

Hier hat der Solospieler eine hohe Chance zu gewinnen. Er kann mit der Herz-Sieben rauskommen und hoffen, dass die Gegner das Herz-Ass und die Herz-Zehn ziehen (das Rauskommen mit der Herz-Sieben empfiehlt sich natürlich nur, wenn man genug Buben bzw. die höchsten Fehlfarben hat, um sich das Aufspiel zurückholen zu können); im schlechten Fall sitzen die letzten vier Herzen in nur einem gegnerischen Blatt. Damit könnte der Solospieler, wenn die beiden Gegner gefuchst sind, drei Herzstiche verlieren, und, wenn die anderen hohen Fehlfarben im unpassenden Gegnerblatt sitzen, das Spiel verlieren [1. Stich: Herz-Sieben, Herz-Neun, Kreuz-Ass; 2. Stich: Herz-Ass, Karo-Ass, Herz-Dame; 3. Stich: Herz-Zehn, Kreuz-Zehn, Herz-König = 60 Punkte (sogenannter gespaltener Arsch) für Kontra].
Einen Grand ohne Kreuz-Buben und Pik-Buben zu spielen, ist meist nicht ratsam. Man sollte es nur dann erwägen, wenn man von allen vier Farben die höchsten Karten hat und überzeugt ist, auf über 60 Punkte zu kommen. Hat man von einer Farbe fast die ganze Reihe, jedoch mit dem Herz- und Karo-Buben, würde man das Spiel Schneider oder gar schwarz verlieren.

## Varianten

### Grand Hand
Dabei sagt der Solospieler, dass er das Spiel gewinnt, ohne den Skat aufzunehmen, womit sich der Spitzenwert um eins erhöht. Beispiel: mit 1 Spiel 2 Hand 3 × 24 = 72 Reizwert.

### Grand Hand Schneider
Bei dieser Variante kündigt der Solospieler an, dass er das Spiel ohne den Skat aufzunehmen sogar in der Gewinnstufe Schneider, also mit mindestens 90 Punkten, zu gewinnen. Der Spitzenwert erhöht sich gegenüber einem einfach gewonnenen Grand Hand um zwei. Beispiel: mit 1 Spiel 2 Hand 3 Schneider 4 Schneider angesagt 5 × 24 = 120 Reizwert.

### Grand Hand Schwarz
Hierbei darf man den Skat nicht aufnehmen, muss also Hand spielen. Des Weiteren muss man das Spiel schwarz gewinnen, also ohne Stiche der Kontra-Spieler. Der Spitzenwert erhöht sich gegenüber einem in der Gewinnstufe Schneider gewonnenen Grand Hand Schneider wiederum um zwei. Beispiel: mit 1 Spiel 2 Hand 3 Schneider 4 Schneider angesagt 5 Schwarz 6 Schwarz angesagt 7 × 24 = 168 Reizwert.

### Grand Ouvert
Der Grand Ouvert ist das höchste Spiel beim Skat. Er wird genauso gespielt wie ein Grand Hand Schwarz, allerdings muss der Solospieler mit aufgedeckten Karten spielen. Gegenüber einem gewonnenen Grand Hand Schwarz erhöht sich der Spitzenwert um eins. Beispiel: mit 1 Spiel 2 Hand 3 Schneider 4 Schneider angesagt 5 Schwarz 6 Schwarz angesagt 7 Ouvert 8 × 24 = 192 Reizwert.
Laut einer Statistik von Skatcorner.de wurden dort von 8.611.409 Spielen nur 633 als Grand Ouvert gewonnen.

## Geschichte
Schon zu Beginn der Geschichte des Skatspieles gab es ein As-Spiel, bei dem es, ähnlich wie beim Null, keine Trümpfe gab und die Buben sich einreihten. Aus dieser Frühvariante entwickelte sich schon vor 1870 der Grand.
In der ersten allgemeinen Skatordnung von 1886 wurden drei Spielvarianten des Grand erklärt:
1. Grand Tourné: Der Spieler reizte auf Tourné, deckte eine der beiden Karten des Skat auf und zeigte sie den Mitspielern. Wenn es sich bei der Karte um einen Buben handelte, konnte er sich entscheiden, ob er die Farbe des Buben oder einen Grand spielen wollte. Der Grand Tourné hatte einen Grundwert von 12.
2. Grand Solo: Diese Spielvariante entspricht dem heutigen Grand Hand. Ein Grand Solo hatte einen Grundwert von 16.
3. Grand Ouvert: Auch der Grand Ouvert entsprach der heutigen Spielweise. Er hatte einen Grundwert von 24. Zusätzlich gab es für einen Grand Ouvert einen Bonus von 120 Punkten, so dass der kleinste Grand Ouvert 144 Punkte brachte.[3]

Mit der offiziellen Einführung des modernen Wertreizens im Jahre 1927 verloren die Tourné-Spiele ihren Sinn und wurden abgeschafft.
1932 wurde auf dem 13. Skatkongress in Altenburg der Grundwert des Grands auf 24 und der des Grand Ouverts auf 36 festgelegt. Trotzdem wurden noch viele Jahrzehnte lang regional andere Grundwerte berechnet.
Die letzte offizielle Änderung fand 1998 mit der Einführung der Internationalen Skatordnung statt, als der Grundwert des Grand Ouvert auf 24 definiert wurde und die Spielstufe offen mit in die Berechnung einging. Davor waren die beiden Varianten (30 oder 36) ohne Berücksichtigung der Spielstufe offen verbreitet. So erreicht der höchste Grand ouvert bei Grundwert 24 mit 4 (Spiel 5, Hand 6, Schneider 7, Schneider angesagt 8, schwarz 9, schwarz angesagt 10, offen 11) 264 Punkte. Bei einem Grundwert von 36 (30) wurden dann 360 (300) Punkte erreicht, da die Spielstufe offen entfiel.